# شهرستان زدولبونیف
شهرستان زدولبونیف (به لاتین: Zdolbuniv Raion) یک شهرستان در اوکراین است که در استان ریونه واقع شده‌است. شهرستان زدولبونیف ۶۵۹ کیلومتر مربع مساحت و ۵۷٬۰۲۸ نفر جمعیت دارد.